# ماریا پوگونوفسکا
ماریا پوگونوفسکا (لهستانی: Maria Pogonowska؛ ‏ ۳۰ اکتبر ۱۸۹۷ – ۱۵ ژوئیهٔ ۲۰۰۹) دانشمند یهودی‌تبار لهستانی-اسرائیل بود که دکترای فیزیک داشت.

## زندگی‌نامه
ماریا آستربلوم در ورشو به دنیا آمد. پدرش «مائوریتسی» وکیل دادگستری و مادرش «سالومئا» نام داشتند. در سال ۱۹۱۵، او برای تحصیل در رشته فیزیک وارد دانشگاه ورشو شد، دانشگاهی که به تازگی پس از خروج روس‌ها از ورشو افتتاح شده بود. او یکی از چهار زنی بود که در سال اول تاسیس دانشگاه پذیرفته شدند. در سال ۱۹۲۴، او نخستین دارندهٔ مدرک دکترا شد که توسط دپارتمان فیزیک ارتقا یافت. مشاور دکترای او استفان پینکوفسکی بود. او به عنوان دستیار ارشد در دپارتمان فیزیک تجربی در دانشگاه ورشو کار می‌کرد و چندین مقاله در زمینه تست‌های نوری نوشته است.
در ۳ ژوئیه ۱۹۲۷، او با میه‌چیسواف پرونر، دکتر داروساز و مدرس دانشگاه ورشو ازدواج کرد. در ۱۴ ژانویه ۱۹۲۹ تنها دختر آنها یانینا به دنیا آمد. آنها کار خود را در دانشگاه ورشو تا سال ۱۹۳۸ ادامه دادند. هنگامی که جنگ جهانی دوم آغاز شد، میه‌چیسواف پرونر به ارتش فراخوانده شد و توسط شوروی اسیر شد. در بهار ۱۹۴۰ در خارکوف به قتل رسید.
پس از تأسیس گتوی ورشو، ماریا، به اصرار دوستان، با دخترش در سمت آریایی شهر باقی ماند. او اسناد شناسایی به نام پوگونوفسکا دریافت کرد که تا پایان عمر از آنها استفاده کرد. او بارها محل سکونت خود را تغییر داد و با تجارت مواد غذایی، سیگار و صابون امرار معاش کرد. خواهر بزرگتر و والدین او و همچنین خانواده شوهرش به گتوی ورشو فرستاده شدند. پوگونوفسکا و دخترش در جریان قیام ورشو در منطقه اوچوتا بودند. آنها از آپارتمان خود به اردوگاه کار در بونزلائو (بولسواویتس))، که ارتش شوروی آن را در فوریه ۱۹۴۵ آزاد کرد، فرستادند. در آن زمان، آنها از مرگ میه‌چیسواف پرونر بی اطلاع بودند، که در لیست قربانیان کشتار کاتین که توسط آلمانی‌ها در ۱۱۹۴ فاش شد، حذف شده بود.
پس از جنگ، پوگونوفسکا تصمیم گرفت به حرفه علمی خود برنگردد و در عوض برای «خانه کودکان مبتلا به بیماری‌های مزمن» در ورشو کار کند. او همچنین در تملک زمین برای خانه یتیم خانه مشارکت داشت و در برنامه‌ریزی، ساخت و ساز و تجهیز آن فعال بود. او تا زمان بازنشستگی در سال ۱۹۶۲ در آنجا کار کرد. در این مدت نتوانست سرنوشت شوهرش را تعیین کند. در دوران بازنشستگی، او فعال بود و از نوه‌هایش مراقبت می‌کرد و در کلاس‌های آکادمی پزشکی ورشو تدریس می‌کرد.
پس از جنگ، پوگونوفسکا تصمیم گرفت به حرفه علمی خود برنگردد و در عوض برای خانه کودکان مبتلا به بیماری مزمن در ورشو کار کند. او همچنین در خرید و تملک زمین برای ساختمان یتیم‌خانه مشارکت داشت و در برنامه‌ریزی، ساخت‌و‌ساز و تجهیز آن فعال بود. او تا زمان بازنشستگی در سال ۱۹۶۲ در آنجا به فعالیت خود ادامه داد. پوگونوفسکا در این مدت نتوانست خبری از سرنوشت شوهرش بگیرد. در دوران بازنشستگی، او بیکار ننشست و همچنان فعال بود و از نوه‌هایش مراقبت می‌کرد و در کلاس‌های آکادمی پزشکی ورشو تدریس می‌کرد.
در سال ۱۹۶۸ پوگونوفسکا با دخترش یانینا و خانواده‌اش به اسرائیل نقل مکان کرد. یانینا بعداً استاد میکروبیولوژی پزشکی در دانشگاه پزشکی تل آویو شد. ماریا از نوه‌ها و بعدها از نتیجه‌هایش مراقبت می‌کرد و مدتی به کار اجاره کتاب‌های لهستانی مشغول شد. او در سال ۱۹۹۰ توضیحی رسمی در مورد چگونگی مرگ شوهرش دریافت کرد و در سال ۱۹۹۴ در مراسمی شرکت کرد که هزاران درخت در نزدیکی اورشلیم طی آن کاشته شد تا نماد درخت‌زار کاتین باشد. قطعه‌ای که توسط او بین سال‌های ۱۹۹۵ و ۲۰۰۰ نوشته شده بود به نام خاطرات یک دختر ورشو در سال ۲۰۰۹ در صفحات «فصلنامهٔ تاریخ یهود» ظاهر شد. در سال ۱۹۸۰، بنا به درخواست او، ماریا پالستر عنوان درستکار در میان ملل را دریافت کرد. یکی از نتیجه‌های پوگونوفسکا از طریق یانینا، ریاضیدان تومر شلانک است.
پوگونوفسکا در جشن تولد ۱۱۰ سالگی خود از روسای جمهور لهستان و اسرائیل و ایرنا سندلروا تبریک دریافت کرد. او در ۱۵ ژوئیه ۲۰۰۹ در سن ۱۱۱ سال و ۲۵۸ روزگی در اسرائیل درگذشت.